# Бурзук
Бурзук (рум. Burzuc) — село у повіті Біхор в Румунії. Входить до складу комуни Сирбі.
Село розташоване на відстані 428 км на північний захід від Бухареста, 21 км на північний схід від Ораді, 116 км на захід від Клуж-Напоки.

## Населення
За даними перепису населення 2002 року у селі проживали 1013 осіб, з них 1012 осіб (99,9%) румунів. Рідною мовою 1012 осіб (99,9%) назвали румунську.